# نیوپورت (کارولینای جنوبی)
نیوپورت(به انگلیسی: Newport) شهری در ایالت کارولینای جنوبی کشور ایالات متحده آمریکا است که جمعیت آن در سرشماری سال ۲۰۱۰ میلادی، ۴٬۱۳۶ نفر بوده‌است.